# Dave Carpenter
Dave Carpenter (* 4. November 1959 in Dayton (Ohio); † 23. Juni 2008 in Burbank (Los Angeles County)) war ein US-amerikanischer Jazz-Bassist.

## Leben und Wirken
Carpenter studierte Musik an der Ohio State University und begann seine Musikerkarriere bei Buddy Rich, Maynard Ferguson und Woody Herman. Ferner spielte er im Peter Erskine Trio und in der Bill Holman Bigband, außerdem mit Alan Pasqua, Bill Perkins, Jack Nimitz, Herb Geller, Herbie Hancock, Jack Sheldon, Al Jarreau, Bill Cunliffe, Jan Lundgren, Terry Gibbs, Allan Holdsworth, Buddy DeFranco und Richard Stoltzman. Carpenter war ein gefragter Sessionmusiker in den Clubs und Studios von Los Angeles; er wirkte bei über zweihundert Aufnahmen und zahlreichen Fernseh- und Film-Soundtracks mit, wie Tom Hanks’ That Thing You Do! (1996), Ocean’s Eleven (2001), Sideways (2004), 50 erste Dates (2004), Wild Things 2 (2004), Charlie Bartlett (2007) und When Do We Eat? (2008), außerdem bei der Originalaufnahme des Broadway-Musicals Cabaret. Carpenter war Gründungsmitglied des Lounge Art Ensemble (mit Bob Sheppard und Peter Erskine). Das mit Erskine und Pasqua eingespielte Album Standards wurde 2009 mit einem Grammy in der Kategorie Bestes Jazz-Instrumentalalbum, Einzelkünstler oder Gruppe nominiert. Er starb nach einer Aufnahmesession mit Simon Phillips und Peter Erskine an einem Herzinfarkt.
Carpenter ist nicht mit dem Rockbassisten David J. Carpenter zu verwechseln.

## Diskographische Hinweise
- Bill Watrous: A Time for Love (1993)
- Dick Hafer: Prez Impressions (1994)
- Toots Thielemans: East Coast, West Coast (1994)
- Bill Holman: A View from the Side (1995)
- Bill Perkins: Perk Plays Prez (1995)
- Jack Nimitz: Confirmation (1996)
- Jan Lundgren: Calfornian Connection (1996)
- Herb Geller: You're Looking at Me (1997)
- Peter Erskine: Live at Rocco (1999)
- Terry Gibbs Plays Steve Allen (1999)
- Allan Holdsworth: The Sixteen Men of Tain (2000)
- Jason Smith: Tipping Point (2012), mit Gary Husband